# William Brouncker, 2. Viscount Brouncker

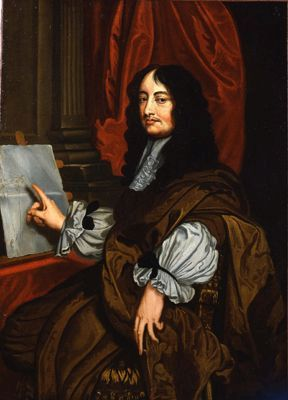
William Brouncker, 2. Viscount Brouncker, Gemälde von Peter Lely (um 1674)

William Brouncker, 2. Viscount Brouncker FRS (* 1620 in Castle Lyons, County Cork; † 5. April 1684 in Westminster) war ein irischer Peer und Mathematiker. Er war Gründungsmitglied („Founder Fellow“) der Royal Society und von 1662 bis 1677 deren erster Präsident.

## Leben und Wirken
Brouncker war vermutlich der älteste Sohn von William Brouncker, 1. Viscount Brouncker (1585–1645) und dessen Frau Winifred Leigh († 1649). Nach dem Tod seines Vaters erbte er dessen irische Adelstitel als 2. Viscount Brouncker und 2. Baron Brouncker und wurde dadurch Mitglied des irischen House of Lords.
Brouncker graduierte am 23. Februar 1647 an der University of Oxford zum Doktor der Medizin (M.D.). 1653 veröffentlichte er anonym eine Übersetzung von René Descartes’ Musicae compendium.
Am 28. November 1660 gehörte er zu den Gründungsmitgliedern („Founder Fellows“) der am Gresham College in London gegründeten Royal Society. Mit der erste, auf den 15. Juli 1662 datieren, Royal Charter wurde Brouncker von Karl II. zu ihrem ersten Präsidenten bestimmt. Am 18. April 1662 wurde Brouncker zum Kanzler von Katharina von Braganza, der Frau von Karl II., ernannt.
Zwischen Dezember 1664 und Dezember 1679 war er Kommissar der Royal Navy und von 1680 bis 1683 Lord of the Admiralty.
Brouncker ist bekannt für seine Arbeiten über Kettenbrüche und über die Berechnung von Logarithmen durch unendliche Reihen. Er produzierte auch einige Lösungen der Pellschen Gleichung {\displaystyle x^{2}-dy^{2}=1} (für positives ganzzahliges {\displaystyle d}).
1684 starb Brouncker unverheiratet und kinderlos.

## Brounckers Formel
1655 fand Brouncker eine Kettenbruchdarstellung für den Kehrwert von {\displaystyle \pi /4} :
| {\displaystyle 1+{\frac {1}{2}}} | {\displaystyle =\left(1-{\frac {1}{3}}\right)^{-1}}                               |
| {\displaystyle 1+{\frac {1}{2+{\frac {3^{2}}{2}}}}} | {\displaystyle =\left(1-{\frac {1}{3}}+{\frac {1}{5}}\right)^{-1}}                |
| {\displaystyle 1+{\frac {1}{2+{\frac {3^{2}}{2+{\frac {5^{2}}{2}}}}}}}                                                                                                 | {\displaystyle =\left(1-{\frac {1}{3}}+{\frac {1}{5}}-{\frac {1}{7}}\right)^{-1}} |
| | {\displaystyle \vdots }                                                           |
| {\displaystyle 1+{\frac {1^{2}}{2+\textstyle {\frac {3^{2}}{2+\textstyle {\frac {5^{2}}{2+\textstyle {\frac {7^{2}}{2+\textstyle {\frac {9^{2}}{\;\,\ddots }}}}}}}}}}} | {\displaystyle =\arctan(1)^{-1}={\frac {4}{\pi }}}                                |

## Schriften (Auswahl)
- Excellent compendium of musick: With necessary and judicious animadversions thereupon. Thomas Harper, London 1653 (Digitalisat) – anonyme Übersetzung von Musicae compendium.
- The squaring of the hyperbola, by an infinite series of rational numbers, together with its demonstration […]. In: Philosophical Transactions. Band 3, Nr. 34, 13. April 1668, S. 645–649 (doi:10.1098/rstl.1668.0009).